# The Wishing Tree
 (novembre 2018).
Si vous disposez d'ouvrages ou d'articles de référence ou si vous connaissez des sites web de qualité traitant du thème abordé ici, merci de compléter l'article en donnant les références utiles à sa vérifiabilité et en les liant à la section « Notes et références ».

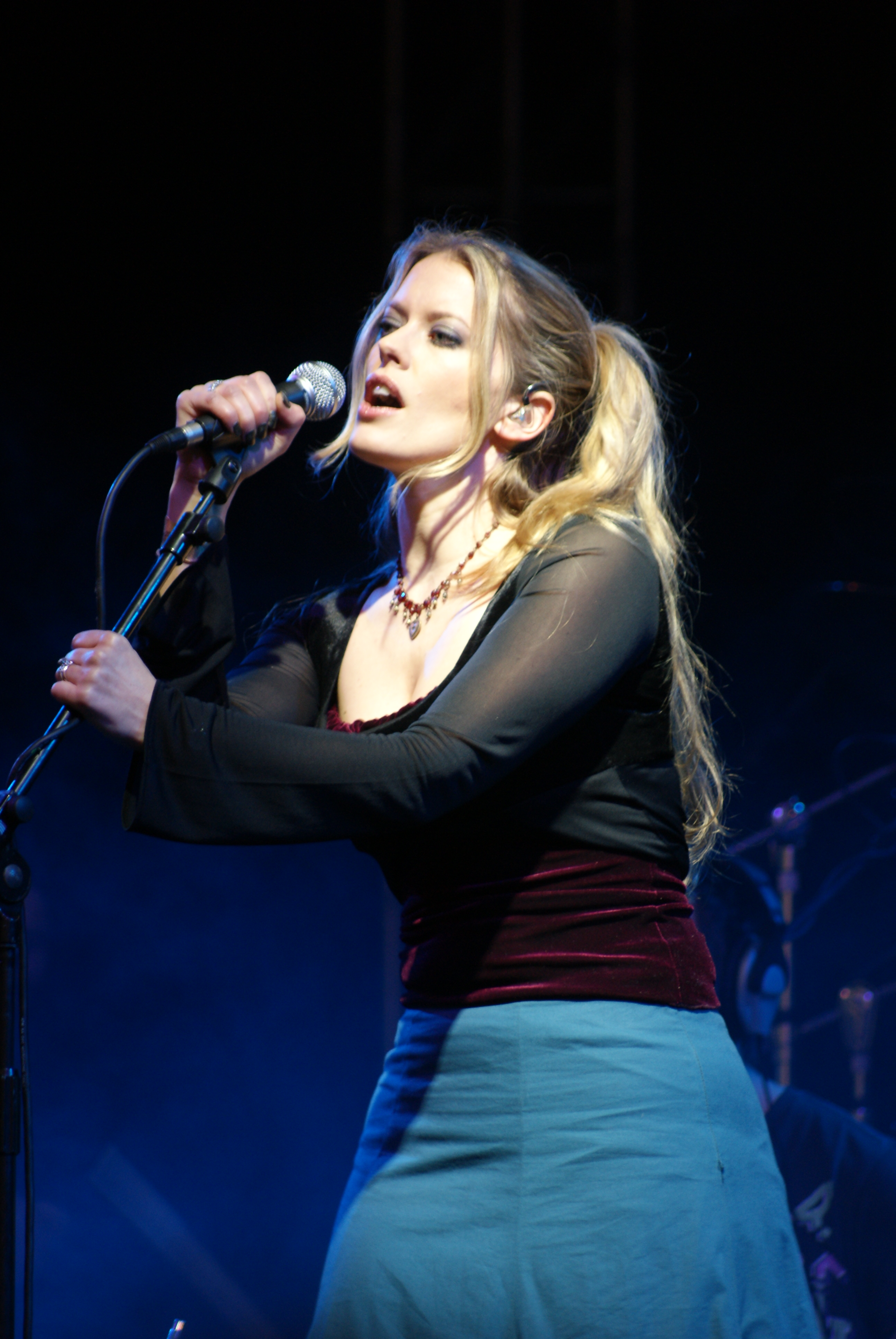
Hannah Stobart avec The Wishing Tree en 2009.

The Wishing Tree est un groupe anglais formé en 1995 par le guitariste de Marillion, Steve Rothery, et la chanteuse Hannah Stobart.

## Histoire
Son premier album, Carnival of Souls (en), a été réalisé avec Pete Trewavas de Marillion et Paul Craddick (du groupe Enchant (en)) ; il a été publié en 1996 sous le label Dorian Music. (Une version "refaite" et agrémentée de morceaux inédits dans la première version a été publié par Racket Records en 2001.)
Après cet album, Steve Rothery a abandonné le groupe. Hannah Stobart a terminé ses études, a épousé Paul Craddick et est devenue journaliste en Californie. En 1999, Sony Music a cependant montré un bref intérêt pour un deuxième album, ce qui a entrainé la reformation du groupe.
Un second album, Ostara (en), est sorti en mars 2009, également sous le label Racket Records.